# The Resistance (album)
The Resistance è il quinto album in studio del gruppo musicale britannico Muse, pubblicato l'11 settembre 2009 in Italia e Germania, il 14 settembre nel resto d'Europa ed il 15 settembre negli Stati Uniti d'America.
Per presentare il disco, il gruppo ha annunciato il 1º giugno 2009 sul sito ufficiale il loro secondo tour mondiale intitolato The Resistance Tour.
In occasione dei Grammy Awards 2011, l'album ha vinto un Grammy Award al miglior album rock.

## Antefatti e promozione
Il 24 maggio 2006 il frontman Matthew Bellamy ha dichiarato in un'intervista concessa all'emittente radiofonica australiana Triple J che il seguito di Black Holes & Revelations avrebbe presentato influenze più progressive e un maggiore impiego del pianoforte.

Il 22 maggio 2009, i Muse hanno rivelato su Twitter che l'album si sarebbe intitolato The Resistance, mentre il primo brano che avrebbe fatto parte dell'album, United States of Eurasia, è stato annunciato attraverso il sito ufficiale del gruppo, decifrata dai fan da uno spartito tenuto in mano dal frontman Matthew Bellamy in una delle foto pubblicate su Twitter. Seguendo queste notizie, il batterista Dominic Howard ha annunciato sulla propria pagina Myspace i progressi dell'album:
Il 1º giugno sono iniziate a circolare le prime notizie sul tour, le cui date sono state successivamente pubblicate sul sito ufficiale del gruppo. Il 17 dello stesso mese i Muse hanno annunciato la data di pubblicazione dell'album, fissata al 14 settembre 2009. Una successiva dichiarazione del bassista Chris Wolstenholme su Twitter ha rivelato che l'album era stato ultimato e rimaneva solo da ultimare il mastering audio a New York. Il 3 luglio, i Muse hanno rivelato su Twitter la lista tracce dell'album, mentre il 14 dello stesso mese è stato annunciato il singolo apripista dell'album, Uprising.
Il 17 agosto iTunes ha reso disponibili trenta secondi di ogni brano, mentre a partire dal 10 settembre, The Resistance è stato reso disponibile gratuitamente per l'ascolto attraverso il sito del quotidiano britannico The Guardian.

### Progetto Eurasia
Il primo brano estratto da The Resistance è stato United States of Eurasia (+Collateral Damage), reso disponibile il 21 luglio 2009 per il download digitale soltanto a coloro che avevano partecipato al Progetto Eurasia, una sorta di caccia al tesoro planetaria che il gruppo ha voluto fare con i suoi fan attraverso un microsito. I Muse infatti hanno incluso sei segmenti del brano in sei chiavette USB differenti nascoste in alcuni luoghi delle principali città del mondo: New York, Parigi, Berlino, Mosca, Dubai, Hong Kong e Tokyo. L'unico modo per poter ascoltare in anteprima il singolo era quello di una cooperazione a livello mondiale dei fan del gruppo che, dopo essersi iscritti al progetto, avrebbero dovuto trovare le chiavi e codificare le serie di cifre che conteneva, inserirle sul sito ufficiale e sbloccare così il brano.

## Concezione
The Resistance è stato prodotto dal gruppo e missato da Mark "Spike "Stent ed è interamente ispirato al romanzo di George Orwell 1984 del 1948 e, oltre alle tematiche sociali e politiche, The Resistance percorre la storia d'amore tra i due protagonisti Winston e Julia. Inoltre contiene brani che spaziano dalla musica elettronica alla musica orchestrale. Alcuni brani come United States of Eurasia (+Collateral Damage) e le tre parti di Exogenesis: Symphony includono la partecipazione dell'orchestra sinfonica Edodea Ensemble, condotta da Audrey Riley e che ha visto come primo violinista Edoardo De Angelis.
Il brano I Belong to You (+Mon cœur s'ouvre à ta voix) contiene una parte dell'opera originale dalla quale è stata tratta, Samson et Dalila di Camille Saint-Saëns. Il brano è tratto dal secondo atto dell'opera intitolato Mon cœur s'ouvre à ta voix ed è eseguito da Matthew Bellamy in lingua francese. Nella sezione finale di United States of Eurasia (+Collateral Damage) è presente un segmento di Notturno op. 9 n. 2 di Fryderyk Chopin, eseguito al pianoforte da Bellamy.

### Edizione speciale

I Muse durante la registrazione di Uprising - Tratto dal DVD The Making of The Resistance contenuto nell'edizione speciale del disco

Oltre alla versione standard, è stata commercializzata un'edizione speciale dell'album, costituita da un DVD aggiuntivo che contiene il dietro le quinte della registrazione dei vari brani realizzati presso lo Studio Bellini sul Lago di Como, nell'abitazione di proprietà di Bellamy.

## Tracce
Testi e musiche di Matthew Bellamy.
1. Uprising – 5:03
2. Resistance – 5:46
3. Undisclosed Desires – 3:56
4. United States of Eurasia (+Collateral Damage) – 5:47
5. Guiding Light – 4:13
6. Unnatural Selection – 6:54
7. MK Ultra – 4:06
8. I Belong to You (+Mon cœur s'ouvre à ta voix) – 5:38
9. Exogenesis: Symphony Part I (Overture) – 4:18
10. Exogenesis: Symphony Part II (Cross-Pollination) – 3:56
11. Exogenesis: Symphony Part III (Redemption) – 4:37

DVD bonus nell'edizione speciale
1. The Making of The Resistance – 43:53

## Formazione
Gruppo
- Matthew Bellamy – voce, chitarra, tastiera, sintetizzatore, programmazione, arrangiamenti orchestrali
- Chris Wolstenholme – basso, voce
- Dominic Howard – batteria, percussioni, sintetizzatore, programmazione

Altri musicisti
- Audrey Riley – conduzione orchestra
- Edoardo De Angelis – primo violino
- Silvia Catasta's Edodea Ensemble – orchestra
- Tom Kirk – battimani ed effetti sonori (traccia 1)
- Adrian Bushby – battimani ed effetti sonori (traccia 1)
- Paul Reeve – battimani ed effetti sonori (traccia 1), effetti sonori in (+Collateral Damage)
- Enrico Gabrielli – clarinetto basso (traccia 8)

Produzione
- Muse – produzione
- Paul Reeve – produzione vocale aggiuntiva
- Adrian Bushby – ingegneria
- Tommaso Colliva – ingegneria aggiuntiva
- Mark "Spike" Stent – missaggio
- Matthew Green – assistenza missaggio
- Ted Jensen – mastering

## Classifiche

### Classifiche settimanali
| Classifica (2009)         | Posizione massima |
| ------------------------- | ----------------- |
| Australia                 | 1                 |
| Austria                   | 1                 |
| Belgio (Fiandre)          | 1                 |
| Belgio (Vallonia)         | 1                 |
| Canada                    | 1                 |
| Danimarca                 | 1                 |
| Finlandia                 | 3                 |
| Francia                   | 1                 |
| Germania                  | 1                 |
| Grecia                    | 12                |
| Irlanda                   | 1                 |
| Italia                    | 1                 |
| Messico                   | 2                 |
| Norvegia                  | 1                 |
| Nuova Zelanda             | 1                 |
| Paesi Bassi               | 1                 |
| Polonia                   | 15                |
| Portogallo                | 2                 |
| Regno Unito               | 1                 |
| Spagna                    | 2                 |
| Stati Uniti               | 3                 |
| Stati Uniti (alternative) | 2                 |
| Stati Uniti (rock)        | 1                 |
| Svezia                    | 8                 |
| Svizzera                  | 1                 |
| Ungheria                  | 26                |

### Classifiche di fine anno
| Classifica (2010) | Posizione |
| ----------------- | --------- |
| Islanda           | 90        |